# Josef Turek-Žonek
Josef Turek-Žonek (12. dubna 1896 – ) byl český meziválečný fotbalista, záložník.

## Fotbalová kariéra
V československé lize hrál v letech 1925-1926 za SK Libeň. Nastoupil ve 34 ligových utkáních.

## Ligová bilance
| Ročník                        | Zápasy | Góly | Klub     |
| ----------------------------- | ------ | ---- | -------- |
| Asociační liga 1925           | 9      | 0    | SK Libeň |
| Středočeská 1. liga 1925/1926 | 17     | 0    | SK Libeň |
| Středočeská 1. liga 1928/1929 | 8      | 0    | SK Libeň |
| CELKEM                        | 34     | 0    |          |